# Xerox Alto

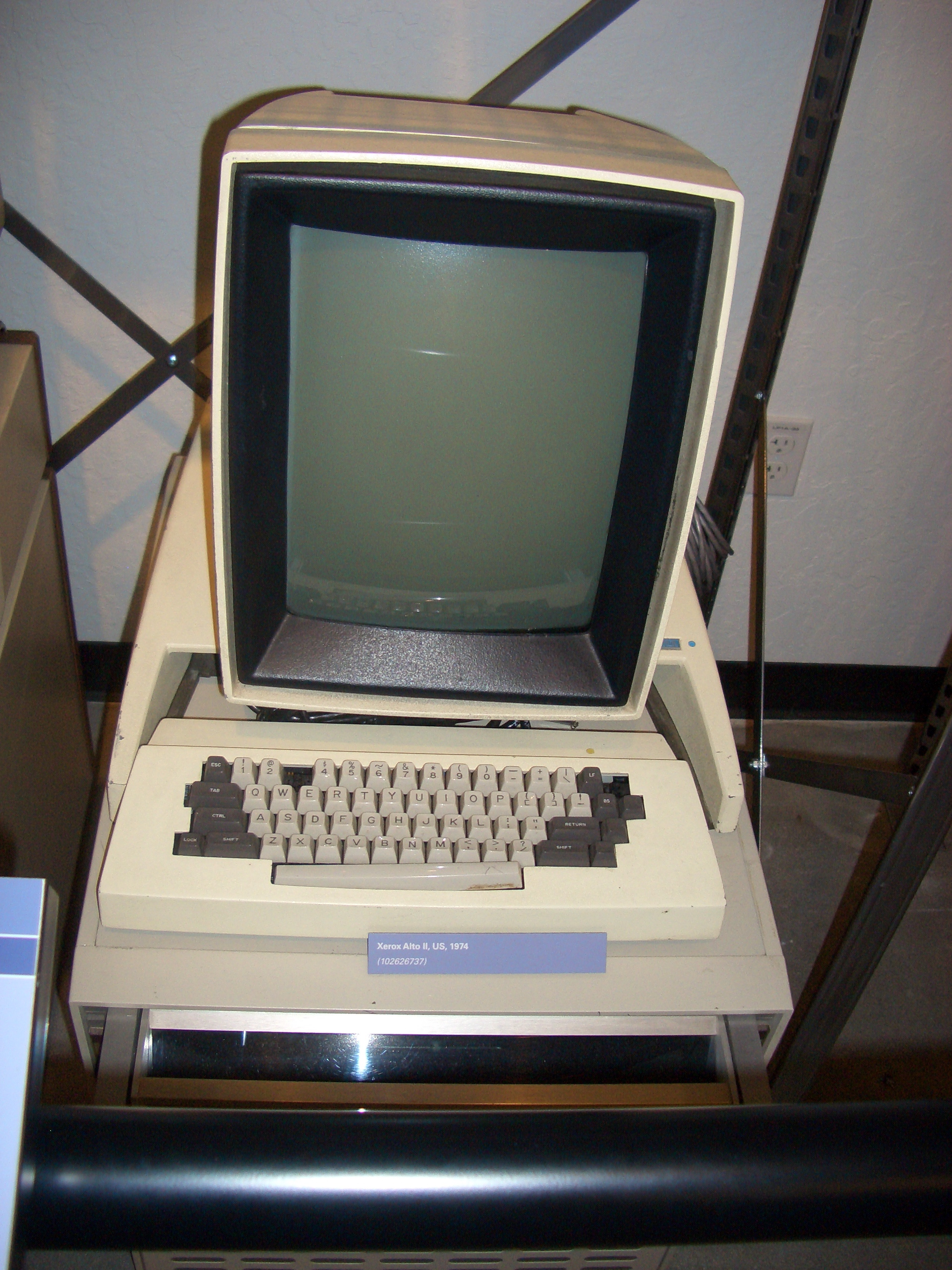
Komputer Xerox Alto z monitorem w ustawieniu pionowym

Xerox Alto – komputer stworzony w ośrodku badawczym Xerox PARC w 1973, uważany za pierwszy komputer osobisty z systemem graficznym. Wykorzystano w nim wiele innowacyjnych rozwiązań:
- graficzny interfejs użytkownika,
- pulpit widoczny na ekranie monitora,
- trójprzyciskowa mysz komputerowa,
- WYSIWYG, czyli to, co użytkownik widział na ekranie było tym, co otrzymywał na wydruku,
- obsługa drukarek laserowych,
- obsługa sieci Ethernet.

Xerox nigdy nie wprowadził Alto do szerokiej sprzedaży (komputer otrzymały tylko wybrane podmioty, np. Biały Dom), stworzył go przede wszystkim w celach badawczych. W późniejszym czasie powstał system Xerox Star bazujący na technologiach opracowanych przy tworzeniu Alto. 
Dla tego systemu powstała gra MazeWar (przeportowana z komputera Imlac PDS-1). Była to gra typu first person shooter umożliwiająca wieloosobową sieciową rozgrywkę. 